# Diamant (anatomie)
Pour les articles homonymes, voir Diamant (homonymie).

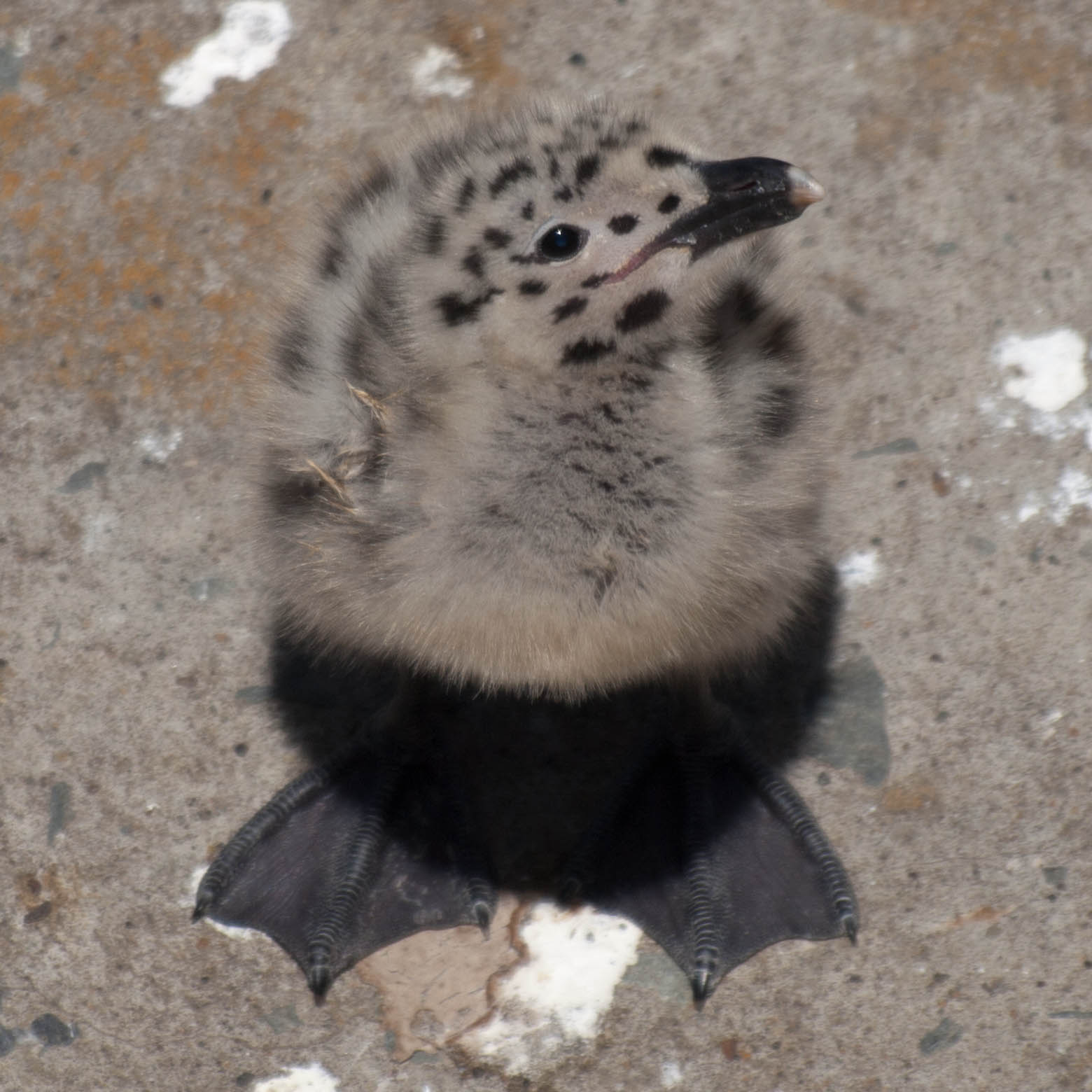
Diamant à l'extrémité du bec d'un oisillon de Goéland d'Audubon.

Le diamant (ou dent de délivrance, ruptor ovi) est une pièce cornée blanche que les petits des animaux ovipares (oiseaux, reptiles et monotrèmes) possèdent à l'extrémité du bec ou du museau lors de l'éclosion et utilisent pour casser la coquille. Des structures similaires existent chez les grenouilles éleuthérodactyles et les araignées. Ce diamant disparaît par érosion naturelle quelques jours après la naissance.[réf. nécessaire]

## Chez les oiseaux
Lorsqu’il est sur le point d’éclore, le fœtus utilise son diamant pour percer le sac aérien (appelé chambre à air) situé entre la membrane et la coquille de l’œuf. Cette chambre à air fournit quelques heures d'air nécessaire à la respiration, pendant lesquelles le poussin éclot. Lorsqu'un poussin est prêt à sortir de son œuf, il commence le processus en forçant le diamant contre la coquille à plusieurs reprises, et tourne à l'intérieur de la coquille, pour finalement couper une section, laissant un trou par lequel le poussin peut sortir. Certaines espèces, dont les pics, possèdent deux diamants, sur chaque partie inférieure et supérieure du bec. Après l'éclosion et avec le temps, le diamant tombe ou se fond dans le bec du poussin en pleine croissance.